# Севастополь (кинотеатр)
Севасто́поль — бывший  московский кинотеатр на 800 посадочных мест, находился на территории исторического района Черкизово в районе Преображенское, по адресу Большая Черкизовская улица, дом 93, на восточном берегу Архиерейского пруда (ныне: Черкизовский пруд), напротив набережной Шитова. Построен по проекту архитектора В. А. Нестерова. Был открыт в 1964 году; закрыт в начале 1990-х годов. Снесён в 2020 году.

## История
Построен по проекту архитектора В. А. Нестерова. Был открыт в 1964 году (одновременно с кинотеатром «Янтарь»). Зрительный зал на 800 мест.
Общая площадь 2 099 м².
Тип: «районный однозальник».
Был единственным кинотеатром в Москве, расположенным на берегу пруда.
Был закрыт в начале 1990-х годов. Здание кинотеатра длительное время использовалось как склад. Периодически оглашались планы его реконструкции, но после случившегося пожара, было принято решение о сносе:
Строение давно отключено от инженерных сетей, что как следствие, не могло не сказаться на его техническом состоянии. Помимо этого, в здании произошел пожар, после чего здание было законсервировано. В результате проведенного обследования строения были выявлены значительные, а местами критические дефекты и повреждения конструкций. Среди них: недостаточная плотность и пустоты кирпичной кладки; разрушение, а местами и выпадение отдельных кирпичей; коррозия различной степени на главных и второстепенных несущих балках; разрушение перегородок внутри здания; деформация лестничных пролетов и трещины в стенах. Все это ведет к снижению эксплуатационных характеристик сооружения.
…«К тому же территория кинотеатра граничит с ранее благоустроенными Детским Черкизовским парком и набережной Шитова. Старое и заброшенное здание не вписывается в обновленные пространства и портит общее впечатление о благоустроенных территориях. Учитывая все эти факторы, принято решение о его демонтаже. Завершить снос здания планируется в текущем году", — добавили в пресс-службе ведомства.
В 2020 году кинотеатр был снесён. Склон, занимаемый ранее кинотеатром, был спланирован; на нём теперь, в основном, разбит газон.
Бывшая территория кинотеатра также частично стала частью благоустроенной зоны вокруг Черкизовского пруда, включающей в себя велосипедную дорожку вокруг водоема и прогулочную зону.